# دین در دوران هخامنشی
دین در دوران هخامنشی با وجود دستاوردهای حاصل از مطالعات ژرف و مداوم در رشته‌های باستان‌شناسی، زبان‌شناسی تطبیقی، زبان‌شناسی تاریخی مردم‌شناسی و تاریخ و غیره هنوز در مورد مذهب هخامنشیان اختلاف نظر وجود دارد. آگاهی‌های در دست در مورد گرایش دینی چندین پادشاه نخست هخامنشی ناکامل است و مسئله زرتشتی بودن هخامنشیان مسئله‌ای بسیار مجادله‌آمیز بوده است.

## اعتقاد به آیین‌های غیر زرتشتی

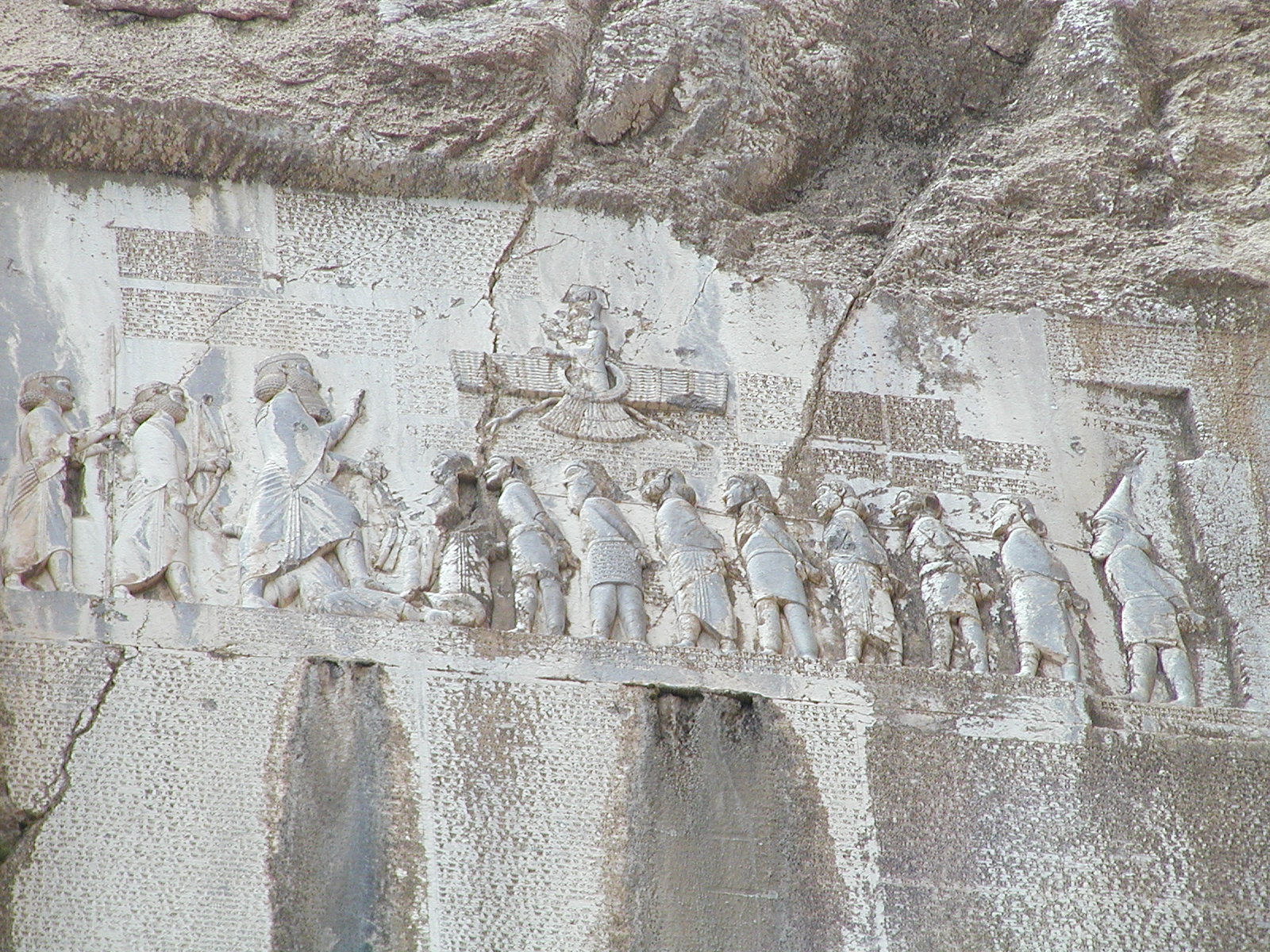
تصویری از سنگ‌نوشته بیستون، داریوش در بیستون تنها نام اهورامزدا را ذکر کرده است.

روزگاران درازی پیش از پیدایش زرتشت ایرانیان عقاید مذهبی مشخصی داشته و اهورامزدا را به عنوان خدایی بزرگ ستایش می‌نمودند.
وابستگی میان اهورامزدا و آیین زرتشت آنچنان نزدیک است که بسیاری چنان می‌پندارند که پرستش این خدا از دین زرتشت سرچشمه گرفته است ولی دلایل بسیاری در دسترس است که نشان می‌دهد اهورامزدا ایزدی بسیار کهن است و زرتشت در دین‌آوری خود از این نام برای نامیدن خدای یگانه استفاده کرده است. لازم به یادآوری نیست که گاه اتفاق می‌افتد که آیینی نو، نام‌های کهن را مفهوم تازه می‌بخشد. نام مجرد مزدا باستانی‌تر از دین زرتشت است و حتی نقش اساسی‌ای که در مزدیسنا به عهدهٔ این ایزد محول شده است نیز از طریق نوآوری زرتشتی نیست. صفت مزدیسنه (مزداپرست) که در پاپیروس‌های آرامی زمان هخامنشی آمده دلیلی بر زرتشتی بودن هخامنشیان نمی‌تواند باشد چنان‌که ذکر نام اهورامزدا در سنگ نبشته‌ها نیز دلیلی برای این امر محسوب نمی‌شود. در سنگ‌نبشته‌های هخامنشی نه تنها به زرتشت بلکه به هیچ مطلب دیگری که بتواند این سنگ‌نبشته‌ها را رنگ زرتشتی دهد، اشاره نشده است.
داریوش در سنگ نوشته‌های مفصل خود برای نمونه در سنگ‌نوشته بیستون، تنها نام اهورامزدا را به عنوان «بزرگ‌ترین خدایان» ذکر کرده و نام اهورامزدا در بیستون ۶۹ بار آمده است داریوش ۳۴ بار ادعا می‌کند که تحت حمایت اهورامزدا قرار دارد. داریوش ادعا نکرده است که تنها خدای موجود اهورامزدا است. داریوش نامی از انگره‌مینو رقیب بزرگ اهورامزدا نیز نبرده است.

### پرستش میترا
محمد داندامایف معتقد است که هم کوروش و هم کمبوجیه میترا را به عنوان خدای بزرگ می‌پرستیده‌اند.

## بحث پیرامون زرتشتی بودن
از وحدت و اجتماع معنوی مزداپرستی شرق و غرب ایران اطلاعات دقیقی در دست نیست.
از زمان خشایارشا به بعد بی‌گمان پادشاهان بیشتر سخنانی دربارهٔ زرتشت از زبان مغان می‌شنیدند. اینان هیچ‌گونه مخالفتی با زرتشت و همچنین با مغان نداشتند؛ ولی زرتشت نزد پادشاهان هخامنشی چیزی جز یک نام در آمیزش بزرگ دینی جهانداری پارس نبود. شاهان دارای آیین درباری ویژهٔ خود و دین دولتی خود بودند که با دستگاه سیاسی ایشان یکی بود و از اینرو نمی‌بایست از نوآوری‌های بیهوده متزلزل شود. همینکه مغان ضروری دانستند که جانشینی ایرانی برای ایشتار بابلی بیابند، شاهنشاهان این اندیشه را از نظر کاربرد و سیاست پسندیده یافتند و آیین نوین را رسماً پذیرفتند. ری یا رَگَه پایگاه ویژه تبلیغاتی دین زرتشتی شد و این دین همچون عضوی از آمیزه دینی مغان که رسماً با آن بردباری می‌شد، گسترش یافت.

### عقاید مشترک بین آیین هخامنشیان و آیین مزدیسنا
1. اشتراک در نام اهورامزدا به عنوان معبود در هر دو آیین.
2. اشتراک در نام مهر و ناهید که در آیین هخامنشیان به عنوان ایزد و در آیین مزدیسنا به عنوان فرشتگان از آن‌ها یاد شده است.
3. پرستش و نیایش آتش و بر پا کردن آتشکده
4. باور به ارته یا اشا[۱]

### دلایلی بر غیر زرتشتی بودن
1. بنابر نوشته‌های گات‌ها زرتشت یکتاپرستی را ترویج می‌کرده است؛ درصورتی‌که در در آثار بجا مانده از دورهٔ هخامنشی از خدایان متعدد سخن رفته است.[۶]
2. بین نام‌های شاهان هخامنشی و اساطیر دین زرتشتی هیچ رابطه‌ای وجود ندارد تنها نام ویشتاسپ، پدر داریوش بزرگ با نام حامی زرتشت یکسان است که این را نیز به متداول بودن نام ویشتاسپ در بین ایرانیان می‌توان ارتباط داد.[۶]
3. زرتشت نوشیدن ماده‌ای سکرآور به نام هوم را منع کرده بوده است؛ در صورتی‌که بکار بردن هوم در مراسم مذهبی هخامنشیان رواج داشته است.[۶]
4. بنابر اصول مسلم آیین زرتشت دفن مردگان در خاک و آلودن خاک در طول تاریخ این مذهب ممنوع بوده است ولی مردم و شاهان هخامنشی مردگان خود را گورهای فردی و خانوادگی دفن می‌کردند و به همین علت است که آرامگاه‌های شاهان هخامنشی برجا مانده ولی کوچک‌ترین اثری از آرامگاه‌های شاهان ساسانی که بدون شک زرتشتی بوده‌اند، برجا نمانده است.[۶]
5. در نوشته‌های بازمانده از هخامنشیان مطلقاً هیچ نامی از زرتشت برده نشده و این اعجاب‌آور است که مردمی که تحت آیین پیامبری زندگی می‌کنند کوچک‌ترین نامی از پیامبرشان در آثارشان نباشد.[۶]
6. نه در سنگ نبشته‌ها نه در لوحه‌ها و نه در نوشته‌های تاریخ نویسان باستانی از اوستا به عنوان کتاب آسمانی هخامنشیان یاد نرفته و به تعالیم آن اشاره نشده است.[۶]
7. زرتشت انجام قربانی را در مراسم مذهبی منع کرده است در صورتی‌که در بین هخامنشیان قربانی کردن برای خدایان رایج بوده است.[۶]
8. نامی از نام‌های اوستایی در کتیبه‌ها و الواح پارسی و ایلامی برده نمی‌شود به همین علت معلوم است که آیین‌ها و جشن‌ها و اعمال مذهبی آنان به غیر از زرتشتیان بوده است با تمام سعی‌ای که شده، هنوز ثابت نشده که گاه‌شماری اوستایی نو در زمان هخامنشیان رواج داشته است.[۶]
9. از اصطلاحات ویژه زرتشتی مانند امشاسپندان، سپنتا مینو و انگره مینو و دیگر عبارات در ادبیات بکار رفته در کتیبه‌ها و لوح‌های هخامنشیان اثری دیده نمی‌شود.[۱] در ساخت‌های بنیادین دین هخامنشیان یک اصطلاح ویژه محفل زرتشت هم وجود ندارد، اندیشه‌های وِیژه از گونهٔ گات‌ها هم وجود ندارد، یک باور یا کاربرد ویژهٔ دین زرتشتی نیز وجود ندارد.[۷]
10. در توصیفی که هرودوت و همچنین مورخان یونانی دورهٔ هخامنشی از دین هخامنشیان کرده‌اند، هیچ اشاره‌ای بر زرتشتی بودن هخامنشیان نشده است.[۶]
11. در هیچ جای اوستا نامی از هگمتانه (همدان) که از قرن هفتم پیش از مسیح پایتخت ایران و شهری نامدار بوده است نامی برده نشده است. به غیر از پایتخت بودن این شهر به نقل از پلوتارک، مرکز روحانیت در ایران باستان و اقامتگاه مغان بوده است. از شهرهای قدیم در اوستا تنها از بابل (دولت‌شهر) نام برده شده است. به همین دلیل زمان اوستا را حداقل جدیدتر از ۸۰۰ سال پیش از میلاد نمی‌توان در نظر گرفت.[۸]

## نظریه‌های متفاوت پژوهشگران
با تمام کوشش‌ها و تحقیقات و مباحثاتی که تاکنون انجام شده، به شیوه‌ای راستین آشکار نشده است که دین هخامنشیان چه دینی بوده است. هر یک از دانشمندان برای خود دلایلی یاد کرده و جهت صحت و اثبات دلایل مستنداتی آورده‌اند. شمار مخالفان و موافقان زرتشتی بودن هخامنشیان در بین پژوهشگران تقریباً برابر است. ریچارد فرای در کتاب میراث باستانی ایران نوشته است: تعیین دین پادشاهان پارسی در زمان هخامنشیان بسیار دشوار است. در این باره جز استنباط‌های کلی و غیرقطعی کاری نمی‌توان کرد. در جدول زیر به اختصار نام دانشمندان و نظرات آن‌ها آمده است.

### رد زرتشتی بودن
نام برخی از مخالفان زرتشتی بودن هخامنشیان به شرح زیر است:رومن گیرشمن، امیل بنونیست، بلیکر، آرتور کریستنسن، کلپ، محمد داندامایف، ژاک دوشن-گیمن، گراردو نیولی، آبراهام والنتاین ویلیامز جکسون، ویلیام مالاندرا، ماریان موله، هنریک ساموئل نیبرگ، یوستین پراشک، واسیلی استروو، گئو ویدن‌گرن، احسان یارشاطر، گئو ویدن‌گرن و مهرداد بهار
ژاک دوشن-گیمن می‌نویسد «ساده‌تر به نظر می‌رسد که فکر کنیم هخامنشیان هرگز نه از زرتشت چیزی شنیده بوده‌اند و نه از اصلاحات دینی او.»
هنریک ساموئل نیبرگ عقیده دارد که در ساخت‌های بنیادین آیین هخامنشیان هیچ‌یک از ویژگی‌های اساسی آیین زرتشت دیده‌نمی‌شود. او می‌نویسد، زمینهٔ بنیادین دین هخامنشیان، آیین کهن آریایی است اما در دین آن‌ها نو آفرینی در آیین کهن دیده می‌شود و دین آنان چیزی نو در تاریخ دین ایرانی و آریائی است. این سومین سازمان دینی بزرگ در کنار دین میترا و دین مغان مادی قبل از گسترش دین زرتشت است، روح این دین بیش از همه به دین میترا نزدیک بود. از خصوصیات آن اینست که هیچ روح پیغمبرانه‌ای به هر گونه که مفهوم پیغمبر را تصور کنیم، تأثیر خود را در این دین به جای نگذاشته است. این دین یک دین سیاسی است که از سوی شاهان بزرگ و برای شاهان بزرگ آفریده شده است. مفهوم‌های بنیادین این دین به این صورت باز شناخته می‌شوند که اهورامزدا خدای آسمانی بر همه چیز توانا و دانا و آفرینندهٔ آسمان و زمین به صورت تک‌خداگزینی (هنوتئیسم) است به این معنی که خداوندی برتر از همهٔ خدایان دیگر قرار گرفته است. شاهنشاه نمایندهٔ پیدای اهورامزدا در روی زمین است.
این دین دارای پیشگوی و غیبگوی و سحر و جادوی ویژهٔ خود بود اما از نظر ورزش‌های مربوط به حالت خلسه بدون تردید جای چندانی نداشت. تحریکات غیرعادی و پرواز روان که انسان چندان با رغبت دست از آن‌ها نمی‌کشد، در یک هستی ساده جستجو می‌شد.
امیل بنونیست در زرتشتی ندانستن هخامنشیان پیشروی دیگر محققان بوده است. او در کتاب، دین ایرانی نوشته است: با توجه به روایات مورخان یونانی و سنگ‌نبشته‌های باقی‌مانده از زمان هخامنشیان هم از نظر باورها و عقاید و هم از نظر مراسم با آیین کهن ایرانی مطابقت دارد، آیینی که در ضمن پرستش اهورامزدا، ایزدان متعدد و نیروهای طبیعت نیز پرستش می‌شدند. این آیین به باورهای ودایی بیشتر از آیین زرتشت نزدیک است. او می‌نویسد: «همه عنصرهای مثبتی که احتمال می‌رفت گواهی بر یکسان بودن دین هخامنشیان و دین زرتشتی گواهی عرضه کنند یکی پس از دیگری متفاوت و ناسازگار از کار درآمدند.»
در آثار آرتور کریستنسن تغییر عقیدهٔ او در مورد آیین هخامنشیان دیده می‌شود. کریستنسن نخست هخامنشیان را زرتشتی می‌دانسته است و در کتاب مزداپرستی در ایران قدیم آورده است که «قبایل ایرانی که آیین زرتشت را پذیرفته بودند، در اراضی ایران پراکنده شدند و چون مشرق و مغرب این کشور را صحاری مرکزی آن از یکدیگر جدا می‌سازد، قبایل ماد و پارس که به جانب مغرب پیش آمده بودند تقریباً از نظر همکیشان خود، که در مشرق باقی‌مانده بودند، از نظر محو شدند. تکلم به زبانی که تقریباً نزدیک به زبان زرتشت باشد، خاص مردم مشرق بود و در همین قسمت است که قدرت انقلابی دین زرتشت بیشتر زنده مانده بود.» بعدها کریستنسن نظریه قبلی خود را رها کرده و نوشته است قبول این نظریه که کیش زرتشتی پیش از مهاجرت بزرگ قبایل ایرانی منتشر شده، و مادها و پارسیان هنگامی که در نیمهٔ اول قرن نهم پیش از میلاد یا دیرتر شروع به حرکت به طرف ممالک غرب کرده بودند دین زرتشتی داشتند و بعدها در نتیجه دوری قبایل از یکدیگر صورت‌های متفاوت دین زرتشتی تکامل است از نظر اینکه زمان زرتشت را زمانی مؤخر از هزار سال پیش از میلاد مسیح دانسته می‌شود، مشکل است. اکنون نظریه بنونیست قانع‌کننده‌تر به نظر می‌آید. آیین هخامنشیان زرتشتی نیست بلکه آیین قدیم ایرانی است.
عبدالحسین زرین‌کوب می‌نویسد: دوران هخامنشی نه مغان دین زرتشتی داشتند و نه خانوادهٔ سلطنتی و با توجه به نقشی که مغان در اجرای مراسم مذهبی پارسی‌ها داشتند و با در نظر گرفتن این نکته که آیین خاندان هخامنشی ممکن نیست با عقاید طبقات عامه طوایف پارسی مغایرت واقعی داشته‌باشد، پیداست که درین ادوار هنوز دین زرتشتی در بین پارسی‌ها نفوذ نداشته است.
ماریان موله بر این باور است که برخلاف برخی همانندی‌ها، چشم‌انداز نظام‌های هخامنشی و گاهانی به کلی از هم متفاوت بوده‌اند. نظام نخست مفهوم سلطنت و اساس نظام دوم مفهوم باروری بوده است.

### تأیید زرتشتی بودن
بسیاری از پژوهشگران نیز به وجود پژواک آموزه‌ها و آداب زرتشتی در سنگ نبشته‌های هخامنشی و منابع باستانی باور دارند: مری بویس، کای بار، کارل کولمن، جرج کامرون، ایگور دیاکونوف، ولادیسلاو دولبا، کارل فریدریش گلدنر، ایلیا گرشویچ، ارنست هرتسفلد، جان هینلز، رولاند کنت، هایدماری کخ، جیمز هوپ مولتن، آلبرت اومستد و یوزف ویزه‌هوفر هرمان لومل، رابرت چارلز زینر از جمله این پژوهشگران هستند.
مری بویس که به تفکیک دقیق تعالیم گات‌ها یعنی آموزه‌های خود زرتشت با اوستای نو و حتی آیین کهن آریایی اعتقادی ندارد و هخامنشیان را به‌طور کلی پیرو زرتشت می‌داند. بویس در مورد حذف شدگی نام زرتشت از کتیبه‌های سلطنتی نوشته است: «همین حذف‌شدگی عجیب و شگفت‌انگیز در سنگ‌نبشته‌های سلطنتی ساسانی و حتی در سنگ‌نبشته‌های کرتیر هم وجود دارد.» به این ترتیب او عقیده دارد که از آنجائیکه هیچ‌کس در زرتشتی بودن ساسانیان شکی ندارد، نبودن نام زرتشت در سنگ‌نبشته‌ها دلیل بر زرتشتی نبودن هخامنشیان نیست. با توجه به اینکه هخامنشیان به خاک سپرده می‌شدند و چنان‌که در دین زرتشتی رسم بود در فضای باز رها نمی‌شدند بویس عقیده دارد که رسم نهادن جسد در فضای باز به تدریج در دین زرتشتی پذیرفته شده است و به این موضوع توجه می‌کند که در هر حال پادشاه هخامنشی در امر تدفین خود از آلودن عنصرهای مقدس احتراز می‌کرده‌اند.
دیاکونوف: تأکید دارد که پادشاهان هخامنشی پیرو اوستای نو بودند.
گرایش شاهان پس از داریوش به دین زرتشت
ایلیا گرشویچ، محمد داندامایف، واسیلی آبایفآلبرت اومستد، ویل دورانت، یوهانس هرتل و جرج کامرون این دید سنتی را که زمان زندگی زرتشت مابین سال‌های ۶۶۰ تا ۵۸۲ پیش از میلاد بوده را، قبول دارند و پدر داریوش بزرگ، ویشتاسپ را همان کوی ویشتاسپ پشتیبان زرتشت می‌پندارند.
یوهانس هرتل نوشته است در دورهٔ ویشتاسپ هخامنشی زرتشت با آیین تازهٔ خود ظهور کرد و داریوش قهرمان کیش جدید شد و جنگ او با گئومات مغ تنها صورت جنگی سیاسی نداشت بلکه جنگی مذهبی میان نو مذهبان زرتشتی با مغان مادی نیز بود. هرتسفلد نیز در کتاب زرتشت و جهان او، شاهان نخستین هخامنشی را پیرو زرتشت نمی‌داند. هرتسفلد تنها سه پادشاه یعنی داریوش دوم، خشایارشا و اردشیر یکم را زرتشتی می‌داند.

## دینِ کوروش
دربارهٔ اینکه کوروش چه دینی داشت، اختلاف نظر وجود دارد. به سبب نبودن متن‌های مربوط به خود کوروش و تأثیرگذاری‌های نظرهای شخصی بر تفسیر اثرهای باقیمانده از او نمی‌توان با قاطعیت دربارهٔ باورهای دینی کوروش نظر داد.
در بابل و جاهای دیگر، مدارک فراوانی در ارتباط با تسامح و رواداری کوروش در امور دینی به‌دست آمده و هیچ نشانه‌ای از تعصب وی به دین ملی‌اش دیده نشده است.
اگرچه بسیاری از پژوهشگران، کوروش را زرتشتی نمی‌دانند، مری بویس قویاً استدلال می‌کند که کوروش خود یک زرتشتی بود که چنان پا جای پای نیاکان خود می‌گذارد، نیاکانی که از سدهٔ هفتم پیش از میلاد هنوز پادشاهان کوچکی در انشان بودند. او خاطرنشان می‌سازد که آتشکده‌ها و نیایشگاه‌های پاسارگاد حاکی از عمل به آیین‌های زرتشتی‌است و متن‌های یونانی نیز به عنوان شاهد آورده‌اند که مغان زرتشتی جایگاه‌های ارزنده‌ای در دربار کوروش داشته‌اند.
لوئیس هربرت گری عقیده دارد که کوروش دقیقاً پیرو آیین ایرانیان باستان قبل از گاتاهای زرتشت و بازماندهٔ آن در اوستای جدید بود و خدایانی که مورد تکریم کوروش بودند، با اهورامزدا، میترا، آذر و آناهیتا، قابل تطبیق هستند. وی معتقد است دین کوروش به آیین ارائه‌شده در اوستای جدید نزدیک بوده و دلیلی برای زرتشتی دانستن او وجود ندارد.

## پرستش آناهیتا
از زمان اردشیر دوم (هخامنشی) (۳۵۹–۴۰۴ ق. م) نام ایزد بانوی آناهیتا در کتیبه‌ها به همراه اهورامزدا و میترا آورده شده و بیان می‌کند که به خواست اهورامزدا، ناهید و میترا کاخ آپادانا ساخته شده است. رومن گیرشمن در این مورد می‌نویسد پرستش آناهیتا توسط اردشیر دوم هخامنشی صورت گرفته است و به دستور او در معابد شوش، تخت‌جمشید، هگمتانه، بابل (دولت‌شهر)، دمشق و بلخ پیکرهٔ آناهیتا پرستش می‌شده است. مری بویس آغاز پرستش آناهیتا در دوره اردشیر دوم هخامنشی را نوآوری پارسی‌ها می‌داند و بیان می‌کند در شمال تخت جمشید یک مجموعه بزرگ ساختمانی موسوم به «پرستشگاه فرتداره» وجود دارد که متعلق به دوره اردشیر دوم است و احتمالاً این مجموعه یکی از بناهای شاه برای آناهیتا بوده است. زرین‌کوب علت توجه خاص اردشیر به آناهیتا را در روحیه تسامح نسبت به عقاید مذهبی در دوره هخامنشیان بیان کرده است.

## سه‌گانه‌پرست
ایران‌شناس و پژوهشگر تاریخ هنر ایران یحیی ذکا در مقاله پرتوی نوین بر دین هخامنشیان عنوان کرده است که هخامنشیان زرتشتی نبودند بلکه آنها سه‌گانه‌پرست بودند و به دین «تثلیثی» از خدایان عقیده داشتند که اهورامزدا در رأس و میترا و ناهید در زیردست او قرار داشتند.

## مدارای مذهبی
ریچارد فرای نوشته است: «از کتیبه‌های پادشاهان هخامنشی بر می‌آید که همهٔ آنان هستی خدایان دیگر را پذیرفته بودند حتی اگر خودشان آن‌ها را پرستش نمی‌کردند.»
مری بویس نوشته است: «هر توجیه نظری‌ای که در میان بوده باشد، هخامنشیان به‌طور کلی نسبت به دین‌های از پیش موجود در بین مردم تحت فرمان خویش، گونه‌ای خیراندیشی سازنده نشان می‌داده‌اند. چه بسا روحانیان زرتشتی توانسته بودند خدایان نیکوکاری را که غیر ایرانیان می‌پرستیده‌اند را نیز تجسمی از اهورامزدا به‌شمار آورند.»
لوح‌های از تخت جمشید به دست آمده که تاریخشان از سال سیزدهم تا بیست و هشتم پادشاهی داریوش متغیر است. به گفتهٔ ریچارد هلک در این لوحه‌های «نام هومبان و شیموت عیلامی در کنار اهورامزدا و میترا، اداد سامی و خدایان خاص و ناشناختهٔ دیگر دیده می‌شوند که نشان‌دهندهٔ تلفیق‌گرایی مذهبی نیست بلکه این متن‌ها گواهی می‌دهند که دیوان مالی و اداری با خدایان به گونه‌ای یکسان رفتار می‌کرده است.»